# 83e division d'infanterie d'Afrique
Pour les articles homonymes, voir 83e division.
La 83e division d'infanterie d'Afrique (83e DIA) est une division d'infanterie de l'armée de terre française qui a participé à la Seconde Guerre mondiale.

## Les chefs de la83eDIA
- 1938 - 1940:  général Vergez

## LaSeconde Guerre mondiale

### Composition
- 344e régiment d'infanterie
- 3e Régiment de tirailleurs algériens,
- 7e Régiment de tirailleurs algériens,
- 67e régiment d'artillerie d'Afrique